# Carlos Morton
Carlos Morton (ur. w 1942 w Chicago, Illinois) – amerykański dramatopisarz. Profesor na Wydziale Teatru i Tańca w University of California, Santa Barbara. Wykłada dramatopisarstwo, teatr latynoski i teatr latynoamerykański.
Od 1970 r. mieszka na pograniczu Meksyku i USA. Autor t.z. sztuk jak, min.: The Many Deaths of Danny Rosales, Rancho Hollywood, El Jardin czy Pancho Diablo. Obok Luisa Valdeza i Cherrie Moragi najbardziej zasłużony dramatopisarz związany z Ruchem Chicano/a. Jeden z kanonicznych twórców literatury dramatycznej Latynosów mieszkających w USA. Sztuki Mortona miały ponad 100 inscenizacji w USA i na świecie.
Od 1970 r. prowadzi zajęcia z dramatopisarstwa i sztuk dramatycznych na uniwersytetach w Teksasie, Kalifornii, Meksyku i Polsce. Obronił tytuł magistra sztuk dramatycznych na University of California, San Diego; pracę doktorską z teatru obronił na University of Texas, Austin. W 1999 r. odebrał w El Paso w Teksasie tytuł "Writer of the Pass". Stypendysta Miny Shaughnessy i Komisji Fulbrighta. Carlos Morton jest ex-szefem Center for Chicana and Chicano Studies na UC Santa Barbara.
Współpracował z:
San Francisco Mime Troupe, New York Shakespeare Festival, Denver Center Theatre, La Compaña Nacional de Mexico, Puerto Rican Traveling Theatre, Arizona Theatre Company. Pisał dla Columbia Pictures Television, Fox Television. Autor trzech słuchowisk radiowych po hiszpańsku dla SRE (Secretaria de Relaciones Exteriores) oraz dla IMER (Instituto Mexicano de la Radio) w Meksyku.
Wydane zbiory:
- The Many Deaths of Danny Rosales and Other Plays (Arte Publico Press, 1983)
- Johnny Tenorio and Other Plays (Arte Publico Press, 1992)
- The Fickle Finger of Lady Death (Peter Lang Press, 1996)
- Rancho Hollywood y otras obras del teatro chicano (Arte Publico Press & Ediciones EL Milagro,1999)
- Dreaming on a Sunday on the Alameda (University of Oklahoma Press, 2004)